# Mannobolus peninsularis
Mannobolus peninsularis är en mångfotingart som beskrevs av Loomis 1968. Mannobolus peninsularis ingår i släktet Mannobolus och familjen Atopetholidae. Inga underarter finns listade i Catalogue of Life.